# Maxim Afinogenov
Maxim Sergejevič Afinogenov (rus.: Максим Сергеевич Афиногенов, ang. Maxim Afinogenov, * 4. září 1979, v Moskvě, Sovětský svaz) je ruský hokejový útočník. V Rusku také hrál za klub Dynamo Moskva a to až do sezóny 1999, kdy se prosadil v NHL. V roce 2008 získal americké státní občanství. Od roku 2010 do konce kariéry po sezóně 2019/20 hrál v KHL za SKA Petrohrad, Viťaz a Dynamo.
Dne 16. července 2011 se na střeše moskevského hotelu Ritz oženil s dlouholetou přítelkyní, bývalou profesionální tenistkou, Jelenou Dementěvovou.

## Statistiky
| Sezona      | Klub                | Soutěž      | Základní část | Základní část | Základní část | Základní část | Základní část | Play off | Play off | Play off | Play off | Play off |
| Sezona      | Klub                | Soutěž      | Z             | G             | A             | B             | TM            | Z        | G        | A        | B        | TM       |
| ----------- | ------------------- | ----------- | ------------- | ------------- | ------------- | ------------- | ------------- | -------- | -------- | -------- | -------- | -------- |
| 1995–96     | HC Dynamo Moskva    | RSL         | 1             | 0             | 0             | 0             | 0             | --       | --       | --       | --       | --       |
| 1996–97     | HC Dynamo Moskva    | RSL         | 29            | 6             | 5             | 11            | 10            | --       | --       | --       | --       | --       |
| 1997–98     | HC Dynamo Moskva    | RSL         | 35            | 10            | 5             | 15            | 53            | --       | --       | --       | --       | --       |
| 1998–99     | HC Dynamo Moskva    | RSL         | 38            | 8             | 13            | 21            | 24            | 16       | 10       | 6        | 16       | 14       |
| 1999–00     | Rochester Americans | AHL         | 15            | 6             | 12            | 18            | 8             | 8        | 3        | 1        | 4        | 4        |
| 1999–00     | Buffalo Sabres      | NHL         | 65            | 16            | 18            | 34            | 41            | 5        | 0        | 1        | 1        | 2        |
| 2000–01     | Buffalo Sabres      | NHL         | 78            | 14            | 22            | 36            | 40            | 11       | 2        | 3        | 5        | 4        |
| 2001–02     | Buffalo Sabres      | NHL         | 81            | 21            | 19            | 40            | 69            | --       | --       | --       | --       | --       |
| 2002–03     | Buffalo Sabres      | NHL         | 35            | 5             | 6             | 11            | 21            | --       | --       | --       | --       | --       |
| 2003–04     | Buffalo Sabres      | NHL         | 73            | 17            | 14            | 31            | 57            | --       | --       | --       | --       | --       |
| 2004–05     | HC Dynamo Moskva    | RSL         | 36            | 13            | 14            | 27            | 91            | 10       | 4        | 4        | 8        | 8        |
| 2005–06     | Buffalo Sabres      | NHL         | 77            | 22            | 51            | 73            | 84            | 18       | 3        | 5        | 8        | 10       |
| 2006–07     | Buffalo Sabres      | NHL         | 56            | 23            | 38            | 61            | 66            | 15       | 5        | 4        | 9        | 6        |
| 2007–08     | Buffalo Sabres      | NHL         | 56            | 10            | 18            | 28            | 42            | --       | --       | --       | --       | --       |
| 2008–09     | Buffalo Sabres      | NHL         | 48            | 6             | 14            | 20            | 20            | --       | --       | --       | --       | --       |
| 2009–10     | Atlanta Thrashers   | NHL         | 82            | 24            | 37            | 61            | 46            | --       | --       | --       | --       | --       |
| 2010–11     | SKA Petrohrad       | KHL         | 51            | 13            | 20            | 33            | 50            | 11       | 4        | 1        | 5        | 10       |
| 2011–12     | SKA Petrohrad       | KHL         | 23            | 4             | 8             | 12            | 36            | 12       | 3        | 1        | 4        | 4        |
| 2012–13     | SKA Petrohrad       | KHL         | 26            | 4             | 4             | 8             | 4             | 13       | 1        | 3        | 4        | 6        |
| Celkově KHL | Celkově KHL         | Celkově KHL | 100           | 21            | 32            | 53            | 90            | 36       | 8        | 5        | 13       | 20       |
| Celkově RSL | Celkově RSL         | Celkově RSL | 139           | 37            | 37            | 74            | 178           | 30       | 14       | 12       | 26       | 22       |
| Celkově NHL | Celkově NHL         | Celkově NHL | 651           | 158           | 237           | 395           | 486           | 49       | 10       | 13       | 23       | 22       |

## Ruská reprezentace
Reprezentoval Rusko na Mistrovství světa juniorů v roce 1998, kde Rusko získalo stříbrnou medaili a na MS juniorů v roce 1999. V témže roce odehrál za Rusko 6 zápasů na Mistrovství světa 1999. Za Rusko hrál i na Mistrovstvích světa v letech 2000, 2002 (stříbrná medaile), 2004, 2005 (bronzová medaile), 2008 (zlatá medaile), 2010 (stříbrná medaile) a 2011. Reprezentoval Rusko i na Zimních olympijských hrách 2002 v Salt Lake City, 2006 v Turíně a v roce 2010 ve Vancouveru.